# Herbert York
Pour les articles homonymes, voir York.
Herbert Frank York (24 novembre 1921 – 19 mai 2009) est un physicien nucléaire américain. Il a conduit des recherches au sein du gouvernement américain et d'instituts éducatifs.

## Biographie
York est né à Rochester, dans l'État de New York où il obtient son B.S. puis son M.S. à l'université de Rochester, en 1943. Il obtient par la suite son Ph.D. à l'université de Californie à Berkeley, en 1949. Durant la Seconde Guerre mondiale, il devient scientifique au Berkeley Radiation Laboratory et à celui d'Oak Ridge, dans le Tennessee. Il participe alors au projet Manhattan aux côtés d'Enrico Fermi.
Il devient le premier directeur du Lawrence Livermore National Laboratory de 1952 à 1958. Par la suite, dès 1958, il est responsable de plusieurs programmes au sein du gouvernement et d'universités. Il est notamment directeur scientifique à l'Advanced Research Projects Agency et directeur des recherches et de l'ingénierie militaire (Director of Defense Research and Engineering).
York est ensuite professeur de physique à l'université de Californie à Berkeley. Il est promu chancelier de l'université de Californie à San Diego (1961–1964, 1970–1972) puis ambassadeur américain lors des négociations du Comprehensive Test Banqui se tient à Genève, en Suisse (1979–1981).
York devient directeur émérite de l'Institute on Global Conflict and Cooperation à l'université de San Diego puis devient président du university's Scientific and Academic Advisory Committee. Il poursuit ses activités scientifiques aux laboratoires de Livermore et de Los Alamos. Il a également participé au conseil d'administration du Council for a Livable World, une association pour la régulation des armes nucléaires basée à New York, et pour laquelle il donne des conférences.
Herbert York meurt le 19 mai 2009 à San Diego, à l'âge de 87 ans.

## Publications
- (en) Arms Control (Readings from Scientific American, W.H. Freeman, 1973
- (en) The Advisors: Oppenheimer, Teller and the Superbomb, W.H. Freeman, 1976
- (en) Autobiography, « Race to Oblivion: A Participant's View of the Arms Race », Simon and Schuster, 1978 (consulté le 23 octobre 2008)
- (en) Making Weapons, Talking Peace: A Physicist's Journey from Hiroshima to Geneva, Harper & Row, 1987
- (en) A Shield in Space ? Technology, Politics and the Strategic Defense Initiative, U.C. Press, 1988, avec Sanford Lakoff
- (en) Arms and the Physicist, American Physical Society, 1994